# Лекустень (Вилча)
Лекустень, Лекустені (рум. Lăcusteni) — село у повіті Вилча в Румунії. Входить до складу комуни Лекустень.
Село розташоване на відстані 176 км на захід від Бухареста, 58 км на південний захід від Римніку-Вилчі, 41 км на північ від Крайови.

## Населення
За даними перепису населення 2002 року у селі проживали 278 осіб, усі — румуни. Усі жителі села рідною мовою назвали румунську.